# Elsässer-Ditfurth-Prozess
Der Elsässer-Ditfurth-Prozess war ein öffentlich beachteter Rechtsstreit zwischen dem Journalisten Jürgen Elsässer und der Publizistin Jutta Ditfurth. Strittig war seit Mai 2014, ob Ditfurths öffentliche Aussage, Elsässer sei ein „glühender Antisemit“, von ihrem Grundrecht auf Meinungsfreiheit (Art. 5 Abs. 1 GG) umfasst ist oder Elsässers allgemeines Persönlichkeitsrecht (Art. 2 Abs. 1 GG) verletzt. Dabei ging es im Kern um den Sachbezug der Aussage und um die wissenschaftliche Definition des Begriffs „Antisemitismus“.
Die erste Gerichtsinstanz verbot Ditfurth die Aussage. Im Berufungsantrag verzichtete Ditfurth auf das Adjektiv „glühend“, behielt sich aber vor, Elsässer im Zusammenhang seiner Äußerungen, politischen Aktionen und Verbindungen weiterhin als „Antisemiten“ zu bezeichnen. Daraufhin erklärte Elsässer seinen Unterlassungsantrag für erledigt. Die zweite Gerichtsinstanz erlegte Ditfurth dennoch die gesamten Prozesskosten auf. Das Bundesverfassungsgericht nahm ihre Verfassungsbeschwerde im Juni 2016 nicht zur Entscheidung an. Der Europäische Gerichtshof für Menschenrechte (EGMR) verweigerte die Annahme ihrer Beschwerde vom Dezember 2016.

## Interviewaussage
Seit März 2014 kritisierte Jutta Ditfurth öffentlich antisemitische und rechtsextreme Tendenzen bei den damaligen Mahnwachen für den Frieden und bewirkte eine Mediendebatte dazu. Am 16. April 2014 begründete sie ihre Kritik im Fernsehmagazin Kulturzeit. Sie ordnete die Aufrufe zu den Mahnwachen als gezielte Querfront-Strategie ein. Als Erkennungsmerkmale antisemitischer Tendenzen nannte sie sprachliche Codes: So habe der Organisator der Berliner Mahnwachen Lars Mährholz alle Weltkriege und Konflikte der letzten hundert Jahre auf die Federal Reserve Bank (Fed) zurückgeführt. Diese stehe für das früher so genannte „Weltjudentum“, ebenso wie das Codewort „Ostküste“. Auf Webseiten der Mahnwachenvertreter fänden sich zudem antisemitische Karikaturen und Hasstexte gegen die Rothschilds.
Ditfurth benannte drei Mahnwachenvertreter: „Das ist ein Propagandist, ein Radiomacher ein früherer, Ken Jebsen, der auch unter anderen Identitäten auftritt. Dann gibt es Jürgen Elsässer, der mal Kommunist war und heute glühender Antisemit und Schwulenfeind ist, und sein Magazin COMPACT, und als Organisator dieser Friedensdemos gibt es jetzt Lars Mährholz, der so tut, als sei er ein unschuldiges Individuum, aber offensichtlich der Hintergrund […] rechtsesoterischer Kreise, wie Zeitgeistbewegung oder faschistischer Kreise wie Reichsbürger hat.“
Wegen dieses Engagements gegen rechtsextreme und antisemitische Tendenzen bei den Mahnwachen wurde sie für deren Organisatoren und Anhänger zur Reizfigur. Nach dem Interview war sie einem Shitstorm ausgesetzt.

## Das Gerichtsverfahren
Elsässer erwirkte am 26. Mai 2014 vor dem Landgericht München I eine einstweilige Verfügung gegen seine Bezeichnung als „glühender Antisemit“. Er stellte diesen Erfolg auf den Mahnwachen und in seiner Zeitschrift als „Sieg“ im Streit um den Wahrheitsgehalt der Aussage dar. Darüber hatte das Gericht jedoch nicht geurteilt. Weil die Verfügung Ditfurth unvollständig und nicht fristgerecht zugestellt worden war, hob das Landgericht sie am 30. Juli 2014 zunächst wieder auf.
Elsässer klagte auf Unterlassung der Bezeichnung vor der 25. Zivilkammer (Pressekammer) des Landgerichts München I. Er ließ sich von Rechtsanwalt Michael-Hubertus von Sprenger vertreten, der zuvor Anwalt des Holocaustleugners David Irving gewesen war. Das Gericht setzte die einstweilige Verfügung im Hauptsacheverfahren am 17. November 2014 wieder ein. In der Hauptsache verurteilte es Ditfurth am 10. Dezember 2014, die strittige Bezeichnung bei Meidung von Ordnungsmitteln zu unterlassen sowie vor- und außergerichtliche Anwaltskosten der Klägerseite zu übernehmen.
Dagegen legte Ditfurth Berufung beim Oberlandesgericht München ein. Um die Prozesskosten tragen zu können, rief sie öffentlich zum Spenden auf. Einige Künstler stifteten Gemälde für eine Onlineauktion, deren Erlöse Ditfurths Prozess mitfinanzieren sollten.
Am 16. März 2015 gab Ditfurths Anwalt eine Unterlassungserklärung ab: Sie verpflichte sich ohne Anerkennung einer Rechtspflicht, Elsässer nicht mehr einen „glühenden Antisemiten“ zu nennen, behalte sich jedoch vor, ihn im Zusammenhang mit „seinen Äußerungen und politischen Aktionen und Verbindungen weiterhin als Antisemiten und seine Äußerungen als antisemitisch zu bezeichnen“. Am 5. Mai bestätigte Ditfurths Anwalt, sie werde nur das Beiwort „glühender“ unterlassen. Am 20. Mai 2015 erklärte Elsässers Anwalt Ziffer 1 des Landgerichtsurteils (Verurteilung zur Unterlassung) damit für erledigt. Ditfurths Berufung gegen die Tragung vor- und außergerichtlicher Anwaltskosten der Klägerseite wies das Oberlandesgericht München am 28. September 2015 ohne mündliche Verhandlung zurück, erlegte ihr die gesamten Prozesskosten auf und ließ keine Revision zum Bundesgerichtshof zu. Der Kläger habe Anspruch auf Unterlassung der strittigen Bezeichnung, für die der Senat „nach wie vor keine ausreichenden tatsächlichen Anhaltspunkte“ sehe; sie habe den Kläger „rechtswidrig in seinem allgemeinen Persönlichkeitsrecht verletzt“. Die Berufung hinsichtlich der Anwaltskosten sei offensichtlich unbegründet. Soweit der Rechtsstreit in der Hauptsache übereinstimmend für erledigt erklärt wurde, habe man die Kosten gemäß § 91a ZPO nach billigem Ermessen der Beklagten auferlegt, da sie ohne die übereinstimmende Erledigungserklärung auch insoweit unterlegen wäre.
Am 6. November 2015 erhoben Ditfurths Anwälte dagegen Verfassungsbeschwerde vor dem Bundesverfassungsgericht. Dieses nahm die Verfassungsbeschwerde im Juni 2016 nicht zur Entscheidung an. Damit blieb es bei dem Beschluss des Oberlandesgerichts. Daraufhin erklärte Ditfurth im Dezember 2016, sie sehe sich gezwungen, den Prozess vor den EGMR zu tragen. Sie rief erneut zu Spenden für die Bezahlung der Prozesskosten auf.
Laut Ditfurth lehnte der EGMR die Annahme der Beschwerde ab und verbot ihr explizit jede Nachfrage nach den Gründen.

## Ditfurths Argumentation
Das Landgericht München I berücksichtigte folgende Angaben Ditfurths:
- Ihre Aussage sei keine Schmähkritik und keine persönliche Diffamierung, sondern eine Meinungsäußerung in einer politischen Auseinandersetzung mit einer Gruppe, zu deren führenden Vertretern Elsässer gehöre. Darum müsse er sich Kritik an diesen Vertretern insgesamt gefallen lassen.
- Deren Antisemitismus verberge sich in einem Code, etwa in Schuldzuweisungen an die Fed. Direkte und eindeutige antisemitische Aussagen würden dagegen vermieden.
- Am 28. Juni 2013 habe Elsässer den Finanzkonzern Goldman Sachs als Aussauger des deutschen Steuerzahlers kritisiert. Das sei das traditionelle antisemitische Klischee vom „Finanzjudentum“.
- Am 21. April 2014 habe er die Metapher der „Zinsschlinge“ verwendet. Diese entspreche dem Ausdruck „Zinsknechtschaft“ im 25-Punkte-Programm der NSDAP von 1920.
- Er habe eine bestimmte Szene des türkischen Films „Tal der Wölfe – Irak“ antisemitisch gedeutet.
- Er müsse sich antisemitische Aussagen zurechnen lassen, denen viele seiner Anhänger laut einer sozialwissenschaftlichen Studie zustimmten.[14]
- Andreas Abu Bakr Rieger, der Mitherausgeber der Zeitschrift Compact, sei eindeutig Antisemit.[5]

Am 9. Dezember 2014, einen Tag vor dem Landgerichtsurteil, verwies Ditfurth in einem Online-Artikel für publikative.org und HaGalil auf weitere Aussagen und Handlungen Elsässers, die sie dem Gericht schriftlich vorgelegt hatte:
- Bei der Montagsmahnwache am 21. April 2014 sprach er von dem einen Prozent der „internationalen Finanzoligarchie“, „die 99 Prozent, darunter Arbeiter, Arbeitslose, Elende und auch viele Unternehmen und Firmen in ihrer Zinsschlinge“ erwürge und erdrossele. Dazu hob er vier Namen hervor („Die Herren Rockefeller, Rothschild, Soros, Chodorkowski“ …) und fragte: „Und warum soll es Antisemitismus sein, wenn man darüber spricht, wie diese winzig kleine Schicht von Geldaristokraten die Federal Reserve benutzen, um die ganze Welt ins Chaos zu stürzen?“ Laut Ditfurth folgt er damit der traditionellen antisemitischen Gegenüberstellung vom raffenden (jüdischen) und schaffenden (deutschen) Kapital. Seine Auswahl von Personen mit möglichen jüdischen Vorfahren sei antisemitisch, weil er die riesige Mehrheit christlich getaufter Kapitalisten dabei ausblende.
- Am 21. Juli 2014 sagte Elsässer auf einer Montagsmahnwache: „Wer vom Zionismus nicht reden darf, muss auch vom Faschismus schweigen.“ Laut Ditfurth setzte er damit Israel mit dem NS-Regime gleich und relativierte so den Holocaust.
- Jebsen und Mährholz hätten sich ebenfalls antisemitisch geäußert. Elsässer sei mit ihnen aufgetreten und habe sich mit ihnen gegen Kritik an ihren antisemitischen Aussagen solidarisiert.
- Er habe sich von Holocaustleugnern zu Konferenzen einladen lassen und dem iranischen Holocaustleugner und Staatspräsidenten Mahmud Ahmadinedschad zu dessen Wiederwahl gratuliert.
- Er biete Antisemiten in seinen Publikationen ein Forum und arbeite mit Verlagen zusammen, die auch Bücher von Antisemiten verlegten.[15]

Zum Abschluss der mündlichen Verhandlung am 10. Oktober 2014 erläuterte Ditfurth ihre Belege auch im Nürnberger Sender Radio Z.
Sie begründete ihre Berufung gegen das erstinstanzliche Urteil so: „In einem Land, in dem ich einen Antisemiten nicht Antisemit nennen darf, würde mir das Leben sehr schwerfallen.“
Für das Berufungsverfahren erklärte die Sprachwissenschaftlerin Monika Schwarz-Friesel in einem Gutachten: Elsässers Aussagen enthielten „alle wesentlichen und typischen Kennzeichen des modernen Verbal-Antisemitismus in der Variante der Umweg-Kommunikation“. Ditfurths Bezeichnung Elsässers als „Antisemit“ sei daher „fachlich belegbar und durch eine wissenschaftliche Analyse der Äußerungen und kommunikativen Aktivitäten von Herrn Jürgen Elsässer als gerechtfertigt zu betrachten“.

## Elsässers Argumentation
Elsässer bestätigte vor dem Landgericht München I einige seiner von Ditfurth zitierten Aussagen, wies aber die Deutung zurück, sie seien antisemitisch. Dazu ergänzte er andere Aussagen und Hinweise:
- 2009 hatte er die Befreiung des Vernichtungslagers KZ Auschwitz-Birkenau als „größte Tat des 20. Jahrhunderts“ bezeichnet.
- Am 9. Februar 2010 hatte er erklärt: Dass NS-Deutschland den Zweiten Weltkrieg entfesselt und geführt habe, dürfe nicht vergessen und relativiert werden. Man dürfe sich den Nazis nicht anschließen, die das jährliche Gedenken an die Luftangriffe auf Dresden (13.–15. Februar 1945) mit dem Schlagwort „Bombenholocaust“ missbrauchten.
- 2011 hatte er Äußerungen gegen Juden auf seinem Blog untersagt.
- Bei seinem Iranbesuch 2012 habe er nicht nur den Staatspräsidenten Ahmadinedschad, sondern auch Vertreter der jüdischen Minderheit getroffen.
- Die fragliche Szene aus dem Film „Tal der Wölfe“ stelle den jüdischen Arzt, der Gefangenen Organe entnimmt und sie verkauft, eher als „harmlose Figur“ und als „kleinen Profiteur“ dar. Die Szene sei eine Allegorie für das Verhältnis zwischen den Regierungen der USA und Israels.
- Am 21. Juli 2014 sagte Elsässer auch: „Diese Oligarchien haben keine Religion, sie beten weder zu Gott noch zu Jahwe noch zu Allah, sie huldigen nur einem Götzen, nämlich dem kalten Mammon.“
- Weil er sich nicht abwertend über die Juden als Kollektiv geäußert und sich von Holocaustleugnung distanziert habe, sei Ditfurths Aussage als „substanzarme Tatsachenbehauptung“ und Schmähkritik einzustufen.[5]

## Urteilsbegründungen
Petra Grönke-Müller, Vorsitzende Richterin am Landgericht München I, definierte Antisemitismus bereits am Ende der mündlichen Verhandlung wie folgt:
„Ein glühender Antisemit in Deutschland ist jemand, der mit Überzeugung sich antisemitisch äußert, mit einer Überzeugung, die das Dritte Reich nicht verurteilt, und ist nicht losgelöst von 1933 bis 1945 zu betrachten, vor dem Hintergrund der Geschichte.“
In der Urteilsbegründung heißt es: „Bei der Bezeichnung „glühender Antisemit“ handelt es sich um eine Beleidigung im Sinne von § 185 StGB und eine Bezeichnung, die geeignet ist, das Persönlichkeitsrecht des Klägers in erheblicher und weitgehender Weise zu verletzen. Dabei ist zu berücksichtigen, dass gerade vor dem Hintergrund der Verbrechen der Nazidiktatur sowie des Holocaust die Bezeichnung als ‚glühender Antisemit‘ in besonderer Weise geeignet ist, den so Bezeichneten herabzuwürdigen und in seiner Ehre zu verletzen. Denn in dieser Bezeichnung kommt zum Ausdruck, dass derjenige die Überzeugungen teilt, die zu der Ermordung von 6 Millionen Juden unter der nationalsozialistischen Schreckensherrschaft geführt haben, und die Menschen alleine aufgrund ihrer Zugehörigkeit zu einer Religionsgemeinschaft angreifen und für die Übel der Welt verantwortlich machen. In der gebotenen Abwägung zwischen dem Persönlichkeitsrecht des Klägers und der Meinungsäußerungsfreiheit der Beklagten ist daher zu berücksichtigen, ob die Beklagte über ausreichende Anhaltspunkte und Anknüpfungstatsachen verfügt, aus denen sich eine glühende antisemitische Überzeugung oder Einstellung des Klägers […] entnehmen lässt. Die von der Beklagten vorgetragenen Äußerungen und Handlungen des Klägers, auf die sich die Beklagte beruft, bieten zur Überzeugung des Gerichts keine ausreichenden Anknüpfungstatsachen dafür, den Kläger als „glühender Antisemit“ beurteilen zu können.“
Das Oberlandesgericht München nahm zu den schriftlichen Einlassungen beider Parteien wie folgt Stellung:
- Ditfurth habe nur die vom Landgericht herangezogenen Quellen für die Definition des Begriffs „Antisemit“ kritisiert, nicht diese selbst. Die Definition entspreche dem allgemeinen Sprachgebrauch.
- Ditfurth könne mit dem Beiwort „glühend“ nicht Elsässers innere Einstellung und sein besonders raffiniertes Verbreiten antisemitischer Stereotype gemeint haben, sondern nur die Intensität, mit der er seine Weltanschauung ausdrücke. Denn ohne äußeres Zutagetreten könne sie seine Einstellung weder feststellen noch bewerten. Zuvor in jenem Interview habe sie Mährholz die Verwendung antisemitischer „Codes“ vorgeworfen, ihn aber nicht als Antisemiten bezeichnet.
- Ditfurth habe im Interview keine Tatsachen benennen müssen, auf die sie ihre Wertung stützte. Kritik sei im öffentlichen Meinungskampf auch ohne direkte Belege zulässig. Ihr Aufruf am 21. Mai 2014 bei Facebook, ihr „Infos und Materialien zu Jürgen Elsässers Antisemitismus“ zuzusenden, sei daher nicht zu berücksichtigen.
- Nicht jeder, der Ausdrücke wie „Federal Reserve“, „Finanzoligarchie an der amerikanischen Ostküste“ oder „Ostküste“ verwende, spiele damit auf die angebliche jüdische Weltverschwörung an oder beabsichtige diese antisemitische Anspielung.
- Dass „jemand sich nie explizit antisemitisch, wohl aber wiederholt gegen den Antisemitismus äußert“, lege „weit eher den Schluss nahe, dass er eben kein Antisemit ist, als den von der Klägerin gezogenen Schluss, dass er gerade deswegen ein besonders gefährlicher Antisemit sei, der seine Einstellung nur geschickt verschleiere.“
- Weder eine enge Zusammenarbeit Elsässers und Jebsens noch eine Zustimmung Elsässers zu antisemitischen Aussagen Jebsens sei ausreichend belegt.
- Schwarz-Friesels Interpretation von Äußerungen Elsässers sei nicht überprüfbar und teilweise nicht nachvollziehbar. Sozialdemokraten hätten den Begriff „Finanzkapitalismus“ geprägt, um eine Kapitalkonzentration in wenigen Händen zu kritisieren. Diese Bedeutung behalte das Wort auch, wenn Antisemiten es verwenden. Dass Elsässer mit „Heuschrecken“ nicht die genannten Hedgefonds und Private-Equity-Fonds, sondern Juden gemeint habe, sei abwegig.
- Antisemitische Beiträge Dritter auf Elsässers Blog seien ihm nicht zuzurechnen, auch wenn er sie nicht sofort entferne.
- Die zwischen Januar und September 2014 erheblich gestiegene Auflage von Elsässers Zeitschrift Compact spreche nicht gegen die Prangerwirkung der Aussage Ditfurths.[10]

## Rezeption
Autoren deutscher Zeitungsberichte kritisierten die Definition des Landgerichts, Antisemitismus sei nur eine ausdrücklich positive Haltung zur NS-Zeit. Für den Berliner Rechtsanwalt Nathan Gelbart (Jüdische Allgemeine) zeigte diese Definition „Unkenntnis historischer Tatsachen“ und Ignoranz gegenüber dem gegenwärtig verbreiteten Antisemitismus. Sie verhindere, Antisemiten beim Namen zu nennen, und schränke die Meinungsfreiheit von Presse und Literatur in bisher unbekanntem Ausmaß ein. Heutige Antisemiten verwiesen wie Elsässer stets auf jüdische Freunde und ihren Nazihass und kritisierten nur Israel. Wenn jemand Verschwörungstheorien über Juden vertrete oder sich im Umfeld von Vertretern solcher Theorien bewege, müsse er als Antisemit bezeichnet werden können.
Laut Henryk M. Broder (Die Welt) könnte die Ansicht des Landgerichts „der erste amtliche Schritt zur Abschaffung des Antisemitismus in Deutschland sein“. Gegenwärtige Antisemiten distanzierten sich vom Antisemitismus der Nationalsozialisten, um dann umso ungehemmter Israels Palästinenserpolitik mit der nationalsozialistischen Judenpolitik gleichzusetzen. Dieser als Israelkritik getarnte Antisemitismus werde vom Gericht elegant entsorgt.
Deniz Yücel (damals taz) kritisierte, gemessen an der Definition des Gerichts sei der letzte Antisemit um 1960 in Jerusalem gesehen worden (siehe Eichmann-Prozess). Neonazis begrüßten den Holocaust nicht, sondern leugneten ihn. Der gewöhnliche Antisemit verurteile den Holocaust, um dann die Israelis zu den heutigen Nazis zu erklären. Israel habe im heutigen Antisemitismus den Platz des „Weltjudentums“ eingenommen. Elsässer selbst habe 1992 in seinem Buch Antisemitismus – das alte Gesicht des neuen Deutschland den ‚linken‘ Antizionismus beschrieben, der demagogisch von der ‚Endlösung der Palästinenserfrage‘ oder israelischen ‚Konzentrationslagern‘ gesprochen und Attentate auf Israelis bejubelt habe. Heute sei er Verschwörungstheoretiker, Querfrontstratege und Redner bei der rechtsextremen „Legida“-Demonstration.
Auch die Jungle World und die junge Welt berichteten über das Landgerichtsurteil. Benjamin Weinthal (The Jerusalem Post) berichtete über kritische deutsche Medienreaktionen zum Landgerichtsurteil und folgerte, der Fall betreffe den Kern des modernen Verständnisses von Antisemitismus in Deutschland. Er erinnerte daran, dass Elsässer 2009 eine jährliche deutsche Demonstration am al-Quds-Tag als nicht-antisemitisch dargestellt habe, obwohl Hisbollah-Aktivisten, Unterstützer des Iran-Regimes und Neonazis dort gemeinsam zur Zerstörung Israels aufriefen.
Die Auffassung des Landgerichts, ein „glühender Antisemit“ sei in Deutschland nur jemand, der den Nationalsozialismus positiv bewerte, wird auch in neueren Publikationen zum Antisemitismus kritisiert. Ronen Steinke und Peter Ullrich erwähnten sie als Beispiel für die Schwierigkeiten deutscher Justiz, Antisemitismus sachgerecht zu definieren. Mehrere Autoren belegten infolge des Prozesses den Antisemitismus in Elsässers Zeitschrift Compact.